# 6 Underground – Đại chiến thế giới ngầm
6 Underground – Đại chiến thế giới ngầm (tựa gốc tiếng Anh: 6 Underground) là phim hành động giật gân năm 2019 của Mỹ do Michael Bay đạo diễn, với phần kịch bản do Paul Wernick và Rhett Reese chấp bút. Phim có sự tham gia diễn xuất của Ryan Reynolds, Mélanie Laurent, Manuel Garcia-Rulfo, Adria Arjona, Corey Hawkins, Ben Hardy và Dave Franco. Bay nắm vai trò sản xuất cho dự án với người cộng sự lâu năm Ian Bryce cùng David Ellison, Dana Goldberg và Don Granger của Skydance. Nội dung tác phẩm theo chân một nhóm người giả chết để tiến hành cuộc đảo chính chống lại một nhà độc tài tàn nhẫn.
6 Underground – Đại chiến thế giới ngầm được công chiếu ra mắt tại trung tâm nghệ thuật The Shed ở Thành phố New York vào ngày 10 tháng 12 năm 2019 và được Netflix phát hành vào ngày 13 tháng 12 năm 2019. Với kinh phí 150 triệu USD, đây là một trong những phim điện ảnh gốc Netflix đắt nhất từng được thực hiện. 6 Underground – Đại chiến thế giới ngầm nhận được nhiều đánh giá trái chiều từ giới chuyên môn, với lời khen ngợi cho phần diễn suất và phân cảnh hành động của Reynolds, cũng những lời chỉ trích về chỉ đạo đạo diễn và độ dài phim. Netflix từng xác nhận kế hoạch thực hiện phần phim tiếp theo, tuy vậy do những đánh giá trái chiều cũng như sự thất vọng của hãng phim về sự thiếu sáng tạo của tác phẩm, phần tiếp theo này sau đó đã chính thức bị hủy bỏ.

## Nội dung
Bốn năm sau khi chứng kiến sự khủng khiếp của một chế độ tàn bạo ở quốc gia giả tưởng Trung Á Turgistan, tỷ phú kiêm nhà thiện nguyện người Mỹ Magnet S. Johnson – người đã thành công với phát minh nam châm neodymium – đã tự giả chết để thành lập một đội cảnh vệ ẩn danh nhằm hạ gục bọn tội phạm khủng bố mà cả thế giới không thể tiêu diệt. Được biết đến với cái tên Một, anh ta chiêu mộ năm người khác từ bỏ quá khứ của chính họ để đồng hành cùng anh, mỗi người được đặt biệt danh theo số tương tự: Hai là một điệp viên; Ba là một sát thủ; Bốn là một tên trộm biết parkour; Năm là một bác sĩ; và Sáu là một người lái xe. Họ tự gọi mình là những hồn ma.
Trong nhiệm vụ đầu tiên tại Firenze, Ý, cả nhóm thẩm vấn luật sư của bốn vị lãnh đạo cấp cao nhất tại Turgistan để dò la thông tin về những vị lãnh đạo đó trước khi lái chiếc Alfa Romeo Giulia Quadrifoglio xuyên thành phố chạy trốn Mafia và cảnh sát Ý. Sáu bị giết ngay khi nhóm vừa trốn thoát. Vài ngày sau, Một chiêu mộ Blaine, một cựu xạ thủ bắn tỉa từ Lực lượng Delta. Blain bị thuyết phục giả chết và được đổi tên thành Bảy. Một dự định tổ chức một cuộc đảo chính lật đổ chính phủ của nhà độc tài Rovach Alimov ở Turgistan và đưa Murat, người em trai bị cầm tù của Alimov – một người ủng hộ trung thành của nền dân chủ – làm nhà lãnh đạo mới của đất nước. Trong quá khứ, điệp viên CIA Hai đã miễn cưỡng bắt Murat và giao anh ta lại cho Rovach.
Cả đội ám sát các tướng lĩnh của Rovach ở Las Vegas, biết được vị trí của Murat, và giải thoát thành công Murat khỏi phòng giam tại căn hộ áp mái của anh ở Hồng Kông. Trong quá trình khai thác, Bốn bị bắt bởi một trong đám tay sai của Rovach; hắn bắt đầu đánh đập anh một cách dã man. Bảy không sẵn lòng tuân theo triết lý của Một rằng "nhiệm vụ luôn đặt lên hàng đầu", thay vào đó tuân theo triết lý cá nhân là không bao giờ bỏ rơi đồng đội phía sau. Bỏ qua sự phản đối của Một, Bảy cố gắng cứu Bốn. Sau đó, Bảy thuyết phục cả nhóm trừ Một tiết lộ tên thật của họ.
Ở Turgistan, Một bắt đầu thực hiện kế hoạch của mình bằng cách hack đài truyền hình nhà nước trong buổi phát biểu trước công chúng của Rovach và ghi hình Murat truyền bá thông điệp dân chủ. Bài phát biểu ngẫu hứng của Murat đã truyền cảm hứng cho một cuộc nổi dậy của người dân, và những vụ nổ trong thành phố buộc Rovach phải di tản đến du thuyền cá nhân. Cả nhóm xông vào du thuyền và Một kích hoạt phát minh xung từ tính để vô hiệu hoá các lính canh. Khi Bốn một lần nữa gặp nguy hiểm, Một đã chọn cứu Bốn thay vì bắt Rovach. Rovach chạy trốn bằng trực thăng và phát hiện chiếc trực thăng đó được chỉ huy bởi Murat và nhóm của Một. Cả nhóm đã thả hắn vào một trại tị nạn, và hắn bị đám đông giận dữ đánh chết. Sau cuộc cách mạng, Murat trở thành tổng thống mới của Turgistan và nhóm của Một chia tay nhau cho đến khi nhiệm vụ tiếp theo được xác định.

## Diễn viên
- Ryan Reynolds vai Magnet S. Johnson / Một[3]
- Mélanie Laurent vai Camille / Hai
- Manuel Garcia-Rulfo vai Javier / Ba
- Ben Hardy vai Billy / Bốn
- Adria Arjona vai Amelia / Năm
- Dave Franco vai Guy / Sáu
- Corey Hawkins vai Blaine / Bảy
- Lior Raz vai Rovach Alimov
- Peyman Maadi vai Murat Alimov
- Yuri Kolokolnikov vai Baasha Zia
- Kim Kold vai Daqeeq
- James Murray vai Caleb
- Ron Funches vai Người phát ngôn tại đám tang

## Sản xuất

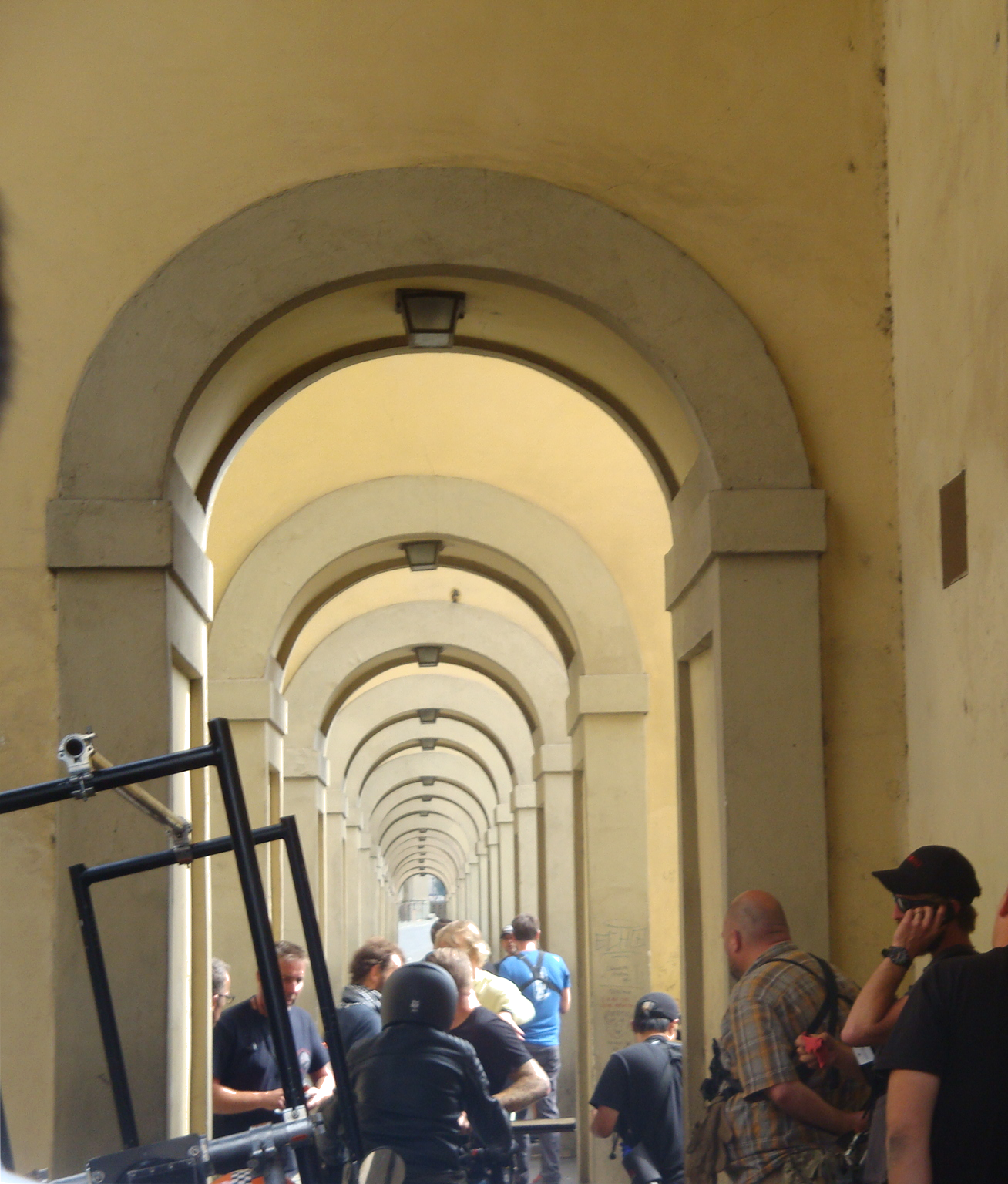
Công tác quay phim tại Firenze vào tháng 9 năm 2018.

Ngày 7 tháng 3 năm 2018, có nguồn tin cho biết Michael Bay sẽ đảm nhiệm vai trò đạo diễn cho bộ phim hành động giật gân 6 Underground – Đại chiến thế giới ngầm dựa trên phần kịch bản của Paul Wernick và Rhett Reese; tác phẩm này sẽ do David Ellison, Dana Goldberg và Don Granger của Skydance Media, cùng với Bay chịu trách nhiệm sản xuất. Tháng 5 năm 2018, một thông tin khác tiết lộ Netflix sẽ phân phối bộ phim – mà hãng dự kiến sẽ xây dựng thành một thương hiệu phim hành động mới với Ryan Reynolds đóng vai chính.Tháng 7 năm 2018, Dave Franco, Manuel Garcia-Rulfo, Adria Arjona, Corey Hawkins, Ben Hardy và Lior Raz xác nhận tham gia vào dàn diễn viên. Tháng kế tiếp, Mélanie Laurent và Peyman Maadi được công bố là một phần của dàn diễn viên. Quá trình sản xuất chính bắt đầu vào ngày 30 tháng 7 năm 2018.
Trong những tháng tiếp theo, công tác ghi hình được thực hiện tại một số thành phố của Ý, ở Los Angeles, Budapest và ở các thành phố Al Ain, Liwa Oasis, Ras Al Khaimah, Sharjah, Al Jazirah Al Hamra của Các Tiểu vương quốc Ả Rập Thống nhất và đặc biệt là ở Tiểu vương quốc Abu Dhabi. Tại UAE, 24 địa điểm đã được sử dụng làm bối cảnh phim, một số địa điểm được sử dụng cho bối cảnh Las Vegas, Afghanistan, California, Hong Kong và đất nước Turgistan giả tưởng trong bộ phim. Quân đội UAE đã làm việc với đội ngũ làm phim, cung cấp máy bay và các binh lính làm diễn viên quần chúng. Nhà thiết kế sản xuất Jeffrey Beecroft nhận xét: "Tôi đã bắn hạ rất nhiều thiết bị quân sự với Michael [Bay], nhưng tôi chưa bao giờ có khả năng sở hữu sáu chiếc [trực thăng] Apache, mười chiếc Black Hawks và lượng binh lính như thế này".
Ở Ý, một số cảnh quay cũng được thực hiện tại Cinecittà Studios ở Rome và trên Kismet, một siêu du thuyền được thuê lại từ doanh nhân người Mỹ gốc Pakistan Shahid Khan. Cuộc rượt đuổi bằng xe hơi kéo dài lấy bối cảnh ở trung tâm lịch sử của Firenze, có sử dụng các phân đoạn được quay tại chính Florence từ ngày 22 tháng 8 đến ngày 22 tháng 9 năm 2018, nhưng cũng bao gồm các cảnh quay thực hiện ở Siena, Roma và Taranto. Michael Bay đã xin giấy phép phong toả các đường phố để thực hiện những cảnh quay tốc độ này. Trong một cuộc phỏng vấn, Bay bày tỏ sự ngạc nhiên khi Firenze cho phép đoàn làm phim quay cảnh rượt đuổi bằng ô tô trong khu vực lịch sử của thành phố. "Có rất nhiều thứ vô giá trong bộ phim này," ông tiết lộ, "như khi chúng ta có những chiếc ô tô bay qua một tháp bút. Tại sao họ lại cho phép tôi đưa ô tô bay cạnh một tháp bút đã 800 năm tuổi, tôi cũng không biết nữa. Nhưng chúng tôi không làm hỏng bất cứ thứ gì."
Sau khi Bay xem video của đội parkour Storror trên YouTube, ông đã mời nhóm tham gia quá trình sản xuất bộ phim để biên đạo và thực hiện các cảnh parkour trong phim. Họ thực hiện các pha đóng thế nguy hiểm giữa các tòa nhà chọc trời và cần cẩu, bao gồm một số cảnh trên Nhà thờ chính tòa Firenze. Quá trình quay phim chính kết thúc vào ngày 5 tháng 12 năm 2018. Kinh phí sản xuất của bộ phim được báo cáo là 150 triệu USD – khiến tác phẩm trở thành một trong những phim điện ảnh đắt đỏ nhất do Netflix sản xuất vào thời điểm đó. Nhà soạn nhạc Lorne Balfe đảm nhiệm phần nhạc nền cho phim; trước đó anh đã từng hợp tác với Michael Bay trong dự án 13 giờ: Lính ngầm Benghazi. Hãng Milan Records phát hành album nhạc phim vào ngày 13 tháng 12 năm 2019.

## Phát hành
6 Underground – Đại chiến thế giới ngầm được công chiếu ra mắt tại trung tâm nghệ thuật The Shed ở Thành phố New York vào ngày 10 tháng 12 năm 2019 và được phát hành trên Netflix và một số rạp chiếu chọn lọc vào ngày 13 tháng 12 năm 2019. Ngày 21 tháng 1 năm 2020, Netflix cho biết tác phẩm đã được hơn 83 triệu khán giả xem trên nền tảng trong tháng đầu tiên phát hành.

## Đón nhận

### Lượt xem trực tuyến
Netflix cho biết 6 Underground – Đại chiến thế giới ngầm đã được 83 triệu thành viên xem trong bốn tuần đầu tiên phát hành. Đây là một trong những phim điện ảnh gốc của Netflix đạt thành tích cao nhất.

### Đánh giá chuyên môn
Trên hệ thống tổng hợp kết quả đánh giá Rotten Tomatoes, phim nhận được 36% lượng đồng thuận dựa theo 96 bài đánh giá, với điểm trung bình là 4,8/10. Các chuyên gia của trang web nhất trí rằng, "6 Underground – Đại chiến thế giới ngầm ồn ã, điên cuồng và cuối cùng là phi lý – đó có thể là một điều tồi tệ hoặc là một lời khuyên chân thành, tùy thuộc vào cảm nhận của mỗi người về các bộ phim của Michael Bay." Trên trang Metacritic, phần phim đạt số điểm 41 trên 100, dựa trên 22 nhận xét, chủ yếu là những lời hỗn tạp hoặc trung bình.
Matt Singer của ScreenCrush cho bộ phim 5/10 và nhận định tác phẩm này "quá độ, bừa bãi, tráng lệ, kỳ quái." Cary Darling của Houston Chronicle đã chấm bộ phim điểm 1,5 trên 5 và bình luận: "6 Underground – Đại chiến thế giới ngầm, một bộ phim đóng thế không ngừng nghỉ với một vài màn trình diễn ấn tượng, vốn là hình ảnh thường thấy [ở một tác phẩm của Bay], lại chỉ là sự pha trộn giữa Fast & Furious và một video âm nhạc Whitesnake cổ điển, nhưng là với ít tế bào não hoạt động hơn." Brian Tallerico của RogerEbert.com đã cho bộ phim 2 trên 4 và nhận xét: "nó lặp đi lặp lại, vô nghĩa và chỉ ồn ào sau khi mọi người hiểu được câu chuyện gốc và chúng ta sẽ nhận ra nó không còn gì ngoài một đống cháy nổ". Brian Lowry của CNN.com cũng cho bộ phim một đánh giá tiêu cực: "6 Underground – Đại chiến thế giới ngầm cho thấy những tông nền không đồng đều và âm lượng không ngừng nghỉ, đến mức khó có thể tưởng tượng ra nổi một cái hố đủ sâu để có thể chôn vùi sự ngốc nghếch của nó." Mark Olsen của Los Angeles Times thì nhận xét: "Sau khởi đầu mạnh bạo, bộ phim giảm dần đều, hết cảnh này đến cảnh khác, và có vô số khoảnh khắc mà tâm trí ta lang thang rồi chợt hỏi: 'Mọi thứ vẫn còn đang tiếp tục ư?'"  Matthew Monagle của <i>Austin Chronicle</i> chấm phim 2 trên 5 điểm kèm lời bình luận: "6 Underground – Đại chiến thế giới ngầm thất vọng gấp đôi những thành công mà nó làm được ở đầu phim."
Jesse Hassenger của AV Club đã cho bộ phim điểm C và nhận định: "Điều mà [đạo diễn Michael Bay] dường như đang theo đuổi là cảm giác tự do, bầu trời lộng gió rộng mở, là niềm vui của một người đàn ông có tất cả mọi thứ. Nhưng anh ấy vẫn chỉ đang làm những chiếc bánh rán vòng thôi". David Fear của Rolling Stone cho bộ phim điểm 1,5 trên 5 và liệt kê những gì cây viết này cho là cấu phần của bộ phim: "Súng. Xe Ferrari... Parkour. Bắn vào đầu. Mélanie Laurent. Las Vegas. Du thuyền hạng sang... Nhân viên pha chế kiểu Paris. Quần lót dây... Sự thiếu mạch lạc. Bài ngoại. Phân biệt giới tính. Chửi tục." Wenlei Ma của News.com.au đã chấm bộ phim 1,5 trên 5: "6 Underground – Đại chiến thế giới ngầm thực sự tệ hại đúng như những gì bạn mong đợi, chính xác là kiểu phim không não, khoa trương và gây co giật mà Michael Bay nổi tiếng." Clarisse Loughrey của The Independent đã cho bộ phim 2 trên 5 và mô tả bộ phim là "[đưa] khán giả đắm chìm trong bạo lực, chỉ để khiến chúng ta cảm thấy chán ngấy mùi vị của cảnh phim cuối cùng". Roxana Hadadi của blog giải trí Pajiba cũng cho bộ phim một đánh giá tiêu cực kèm nhận định: "Sự sùng bái trong quân đội và sự phản đối phụ nữ cùng niềm tin rằng người giàu sẽ cứu giúp chúng ta? 6 Underground – Đại chiến thế giới ngầm có tất cả!" Robert Levin của Newsday cho tác phẩm 1 điểm trên 4 và gọi đây là "bộ phim hành động khủng khiếp sử dụng những bản năng tồi tệ nhất của Michael Bay".
Không phải tất cả các đánh giá đều tiêu cực. Barry Hertz của The Globe and Mail đã cho bộ phim 3,5 trên 4 điểm và nhận xét bộ phim là "một cuộc tấn công điên cuồng và sảng khoái vào các giác quan. Nó thô tục. Nó vô lý. Và nó hoàn toàn làm ta phải mê hoặc." Nick Schager của The Daily Beast đã đánh giá tích cực về bộ phim: "Dù tốt hơn hay tệ hơn, trong một phòng chiếu đa màn hình hay chỉ trên TV hoặc máy tính bảng của bạn, [bộ phim] đã đem tới niềm vui thông qua những nỗi đau." Adam Graham của The Detroit News đã cho bộ phim điểm B cùng lời nhận xét tác phẩm này là "quá khủng, cảm giác như thể nó sẽ phá vỡ màn hình TV của bạn."

## Tương lai
Ngày 15 tháng 12 năm 2019, có thông tin tiết lộ rằng Netflix đã lên kế hoạch tạo ra một thương hiệu điện ảnh theo sau cuộc phiêu lưu của nhóm chiến đấu được giới thiệu trong phim. Ngày 18 tháng 12 năm 2019, do có nhiều ý kiến trái chiều về bộ phim, những kế hoạch này được đặt ở trạng thái chưa rõ ràng. Ngày 28 tháng 7 năm 2021, giám đốc mảng phim điện ảnh của Netflix Scott Stuber xác nhận rằng tác phẩm sẽ không có phần tiếp theo, bất chấp những thành công riêng mà tác phẩm đem lại. Ông coi bộ phim này là một thất bại: "Chúng tôi không cảm thấy mình đã chạm được đến [6 Underground – Đại chiến thế giới ngầm] một cách sáng tạo nhất. Đó là một thành công tốt đẹp, nhưng đến cuối ngày chúng tôi không hề có cảm giác mình đã đóng một chiếc đinh để đánh dấu việc trở lại. Chỉ là không có đủ tình yêu dành cho những nhân vật đó hay thế giới đó mà thôi."